# Phyllophaga aequatorialis
Phyllophaga aequatorialis är en skalbaggsart som beskrevs av Moser 1921. Phyllophaga aequatorialis ingår i släktet Phyllophaga och familjen Melolonthidae. Inga underarter finns listade i Catalogue of Life.